# Günther Horstmann
Günther Horstmann (* 25. März 1894 in Kiel; † 9. Februar 1993) war ein deutscher Konteradmiral der Kriegsmarine.

## Leben
Günther Horstmann trat am 1. April 1913 in die Kaiserliche Marine ein. Als Fähnrich zur See diente er auf der Kaiser und wurde am 18. September 1915 zum Leutnant zur See befördert. Er kam dann von Juni 1917 bis November 1917 zur Ausbildung zur Marine-Luftschiff-Abteilung. Anschließend war er bis Kriegsende als Wachoffizier auf den Militärluftschiffen LZ 87 (L47) und LZ 110 (L63).
Horstmann schloss sich der Marine-Brigade Ehrhardt an und wurde später in die Reichsmarine übernommen. Hier wurde er am 7. Januar 1920 Oberleutnant zur See und am 1. April 1925 Kapitänleutnant. 1931 war er als Referent bei der Inspektion des Torpedo- und Minenwesens in Kiel.
Am 1. Oktober 1936 war er zum Fregattenkapitän befördert worden und diente als Erster Offizier auf dem Leichten Kreuzer Königsberg.
Ab Februar 1937 war er Chef der Kriegsmarinedienststelle Stettin. Im November 1939 gab er die Leitung ab und übernahm bis 30. Juli 1940 das Linienschiff Schlesien.
Für das letztendlich doch nicht durchgeführte Unternehmen Seelöwe wurde er Ende Juli 1940 als Leiter der neu einzurichtenden Kriegsmarinedienststelle Le Havre vorgesehen. Diese wurde aber erst im August 1940 eingerichtet und nicht unter seine Führung gestellt. Von Juli 1940 bis Januar 1941 war er Chef der Kriegsmarinedienststelle Antwerpen.
Als im Januar 1941 der Deutsche Seetransportchef Italien als neue Kommandobehörde der Kriegsmarine eingerichtet wurde, wurde Horstmann zum Befehlshaber ernannt. Am 1. September 1942 erfolgte seine Beförderung zum Konteradmiral. Bis März 1943 blieb er Deutscher Seetransportchef Italien. Anschließend war er bis September 1944 Kommandeur der 5. Sicherungs-Division. Am 8. November 1944 wurde er mit dem Deutschen Kreuz in Gold ausgezeichnet. Er wurde im Dezember 1944 Kommandeur des Wehrbezirkskommandos Hamburg IV.

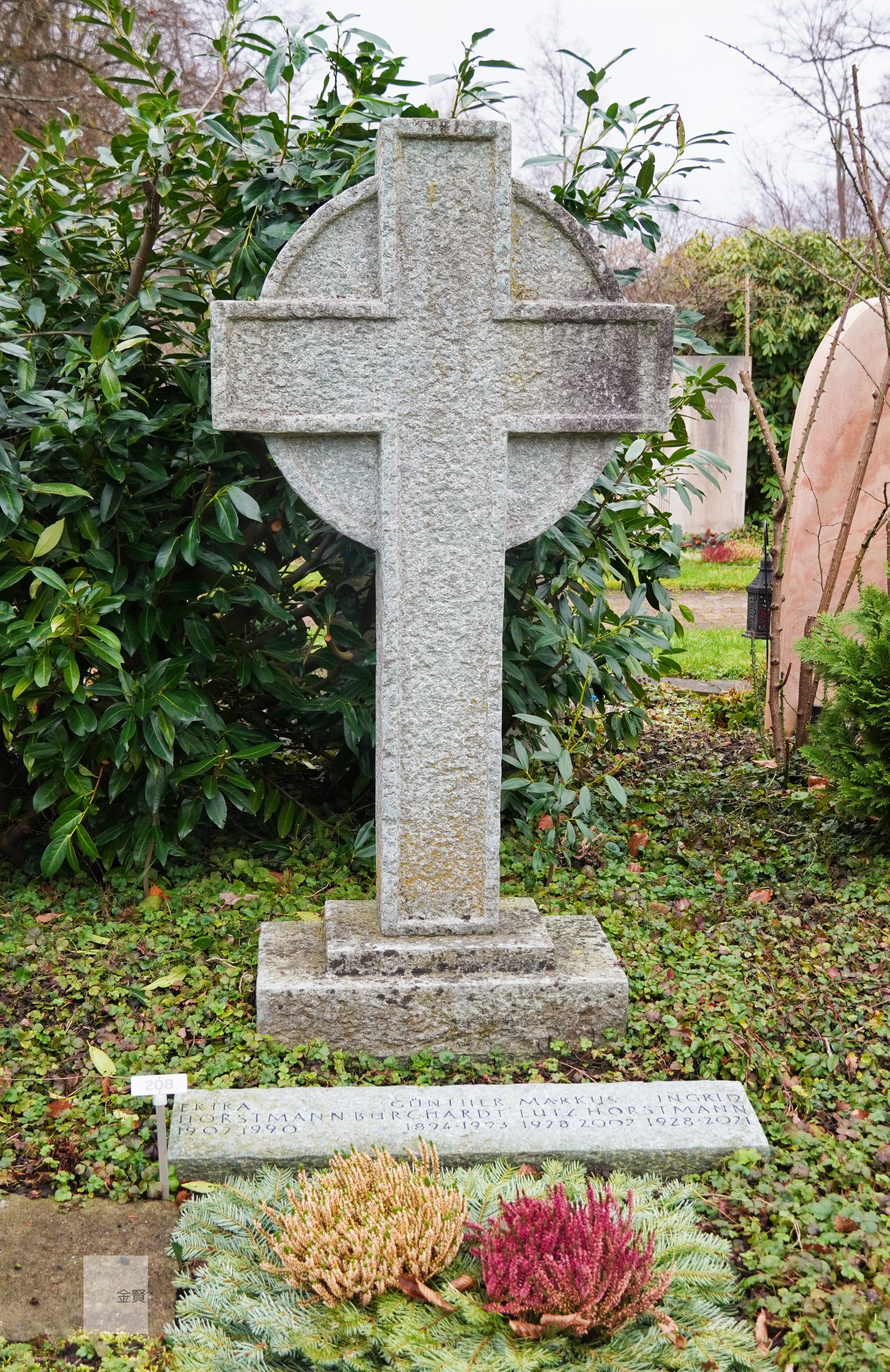
Familiengrab Horstmann-Burchardt auf dem Hörnli

Kurz vor Kriegsende wurde er im Februar 1945 Chef der Wehrersatzinspektion Stettin und wurde nach Ende des Krieges russischer Kriegsgefangener. Er kam in das russische Kriegsgefangenenlager 5110/48 Woikowo und kehrte im Oktober 1955 nach Deutschland zurück.

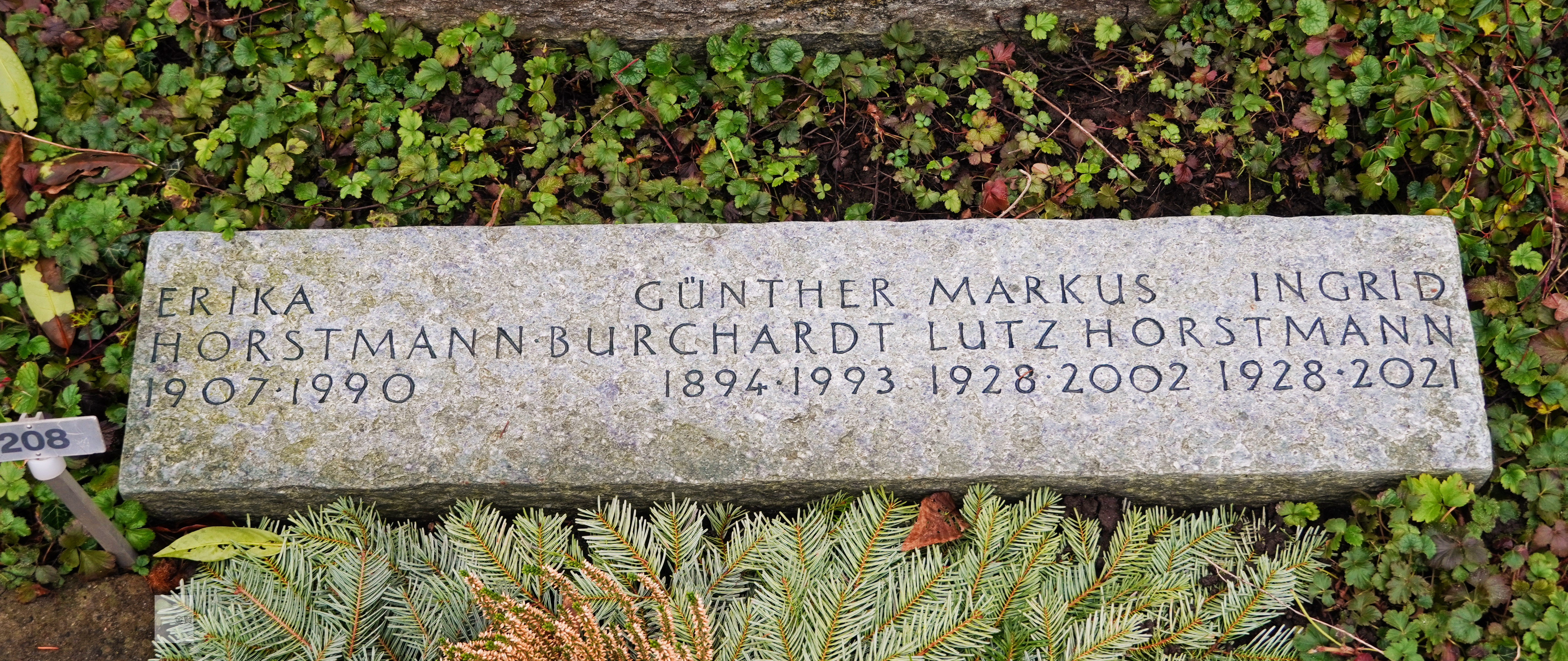
Familiengrab Horstmann-Burchardt auf dem Hörnli (Grabplatte)

Horstmann fand seine letzte Ruhestätte auf dem Friedhof am Hörnli in Riehen.